# Gilbertiodendron pachyanthum
Gilbertiodendron pachyanthum là một loài rau đậu thuộc họ Fabaceae.
Loài này chỉ có ở Cameroon.
Chúng hiện đang bị đe dọa vì mất môi trường sống.